# Long distance
Long Distance (La llamada en Latinoamérica) es una película de terror y thriller dirigida en 2005 por Marcus Stern. La película se empezó a grabar el 27 de octubre de 2004 y terminó de producirse días antes del 3 de marzo de 2005.

## Argumento
Nicole Freerman es una estudiante del posgrado que se mete en los planes de un asesino en serie, hasta que éste la involucra en una serie de asesinatos mientras se dirige cada vez más cerca de su casa en Boston. 

## Producción

### Filmación
La película se filmó en la ciudad de Boston empezando con la primera parte el 27 de octubre, y la segunda parte el 2 de noviembre de 2004. El final se filmó el 22 y 23 de noviembre del mismo año. La película había terminado de producirse antes del 3 de marzo de 2005.

## Reparto de actores
- Monica Keena - Nicole Freeman
- Ivan Martin - Frank Halsey
- Kevin Chapman - Joe
- Tamala Jones - Margaret Wright
- Lonnie Farmer - Detective Robinson
- Richard Snee - Detective Keating